# Starý Kolín
Starý Kolín là một làng thuộc huyện Kolín, vùng Středočeský, Cộng hòa Séc.